# Festival Internacional de Cine de Berlín de 1985
La 35ª edición del Festival de Cine de Berlín se llevó a cabo del 15 al 26 de febrero de 1985. El Oso de Oro fue otorgado ex-aequo a Die Frau und der Fremde dirigido por Rainer Simon y Un pasado en sombras (Wetherby) de David Hare.
La retrospectiva estaba dedicada a los Efectos especiales.

## Jurado
Las siguientes personas fueron escogidas para el jurado de esta edición:
- Jean Marais, actor francés - Presidente
- Max von Sydow, actor sueco
- Alberto Sordi, actor y director italiano
- Regimantas Adomaitis, actor soviético
- Sheila Benson, crítico de cine estadounidense
- Wolfgang Kohlhaase, escritor alemán
- Onat Kutlar, poeta y guionista turco
- Luis Megino, escritor y productor español
- Ingrid Scheib-Rothbart, jefe del Goethe-Institut de Nueva York
- Chris Sievernich, productor alemán
- István Szabó, director de cine húngaro

## Películas en competición
La siguiente lista presenta a las películas que compiten por Oso de Oro:
| Título en español          | Título original            | Director(es)                                     | País           |
| -------------------------- | -------------------------- | ------------------------------------------------ | -------------- |
| 1919                       | 1919                       | Hugh Brody                                       | Reino Unido    |
| Después de la oscuridad    | After Darkness             | Sergio Guerraz, Dominique Othenin-Girard         | Suiza          |
| Los niños                  | Les enfants                | Marguerite Duras, Jean Mascolo, Jean-Marc Turine | Francia        |
| Contar hasta diez          | Contar hasta diez          | Oscar Barney Finn                                | Argentina      |
| Daengbyeot                 | Daengbyeot                 | Hah Myung-joong                                  | Corea del Sur  |
| Péril en la demeure        | Péril en la demeure        | Michel Deville                                   | Francia        |
| Der Tod des weißen Pferdes | Der Tod des weißen Pferdes | Christian Ziewer                                 | RFA            |
| Potomok belogo barsa       | Ак илбирстин тукуму        | Tolomush Okeyev                                  | URSS           |
| Szirmok, virágok, koszorúk | Szirmok, virágok, koszorúk | László Lugossy                                   | Hungría        |
| Los rompecorazones         | Heartbreakers              | Bobby Roth                                       | EE. UU.        |
| Hail Mary                  | Je vous salue, Marie       | Jean-Luc Godard                                  | Francia        |
| Loufa kai parallagi        | Λούφα και Παραλλαγή        | Nikos Perakis                                    | Grecia         |
| Morenga                    | Morenga                    | Egon Günther                                     | RFA            |
| Mrs. Soffel                | Mrs. Soffel                | Gillian Armstrong                                | EE. UU.        |
| Noc smaragdového měsíce    | Noc smaragdového měsíce    | Václav Matějka                                   | Checoslovaquia |
| Pehlivan                   | Pehlivan                   | Zeki Ökten                                       | Turquía        |
| Pizza Connection           | Pizza Connection           | Damiano Damiani                                  | Italia         |
| En un lugar del corazón    | Places in the Heart        | Robert Benton                                    | EE. UU.        |
| Die Praxis der Liebe       | Die Praxis der Liebe       | Valie Export                                     | RFA            |
| Ronja                      | Ronja Rövardotter          | Tage Danielsson                                  | Suecia         |
| Seburi Monogatari          | 瀬降り物語                 | Sadao Nakajima                                   | Japan          |
| Stico                      | Stico                      | Jaime de Armiñán                                 | España         |
| Un pasado en sombras       | Wetherby                   | David Hare                                       | Reino Unido    |
| Die Frau und der Fremde    | Die Frau und der Fremde    | Rainer Simon                                     | RFA            |
| Wrong World                | Wrong World                | Ian Pringle                                      | Australia      |

### Fuera de competición
| Título en español                        | Título original                          | Director(es)                    | País        |
| ---------------------------------------- | ---------------------------------------- | ------------------------------- | ----------- |
| 2010: Odisea dos                         | 2010: The Year We Make Contact           | Maximilian Schell               | EE. UU.     |
| Brazil                                   | Brazil                                   | Terry Gilliam                   | Reino Unido |
| Die Grünstein-Variante                   | Die Grünstein-Variante                   | Bernhard Wicki                  | RFA         |
| Country                                  | Country                                  | Richard Pearce                  | EE. UU.     |
| Niemanns Zeit – Ein deutscher Heimatfilm | Niemanns Zeit – Ein deutscher Heimatfilm | Horst Kurnitzky y Marion Schmid | RFA         |
| Yamaha yudang                            | Yamaha yudang                            | Liang Zhang                     | China       |
| Shokutaku no nai ie                      | Shokutaku no nai ie                      | Masaki Kobayashi                | Japón       |

## Retrospectiva y Homenaje
Las siguientes películas estaban incluidas en la retrospectiva dedicada a los efectos especiales.
| Título en español                                                                          | Título original                                                      | Director(s)                                             | País                 |
| ------------------------------------------------------------------------------------------ | -------------------------------------------------------------------- | ------------------------------------------------------- | -------------------- |
| Veinte mil leguas de viaje submarino                                                       | 20,000 Leagues Under The Sea                                         | Richard Fleischer                                       | EE. UU.              |
| Las 7 caras del Dr. Lao                                                                    | 7 Faces of Dr. Lao                                                   | George Pal                                              | EE. UU.              |
| Simbad y la princesa                                                                       | The 7th Voyage of Sinbad                                             | Nathan H. Juran                                         | EE. UU.              |
| Abbott y Costello contra el hombre invisible                                               | Abbott and Costello Meet the Invisible Man                           | Charles Lamont                                          | EE. UU.              |
| Las aventuras del barón Munchhausen                                                        | Münchhausen                                                          | Josef von Báky                                          | Alemania             |
| Immer wieder Glück                                                                         | Immer wieder Glück                                                   | Ferdinand Diehl                                         | RFA                  |
| Hombres sin miedo                                                                          | Air Mail                                                             | John Ford                                               | EE. UU.              |
| Alien, el octavo pasajero                                                                  | Alien                                                                | Ridley Scott                                            | EE. UU., Reino Unido |
| La bella y la bestia                                                                       | La Belle et la Bête                                                  | Jean Cocteau                                            | Francia              |
| Los pájaros                                                                                | The Birds                                                            | Alfred Hitchcock                                        | EE. UU.              |
| El espíritu burlón                                                                         | Blithe Spirit                                                        | David Lean                                              | Reino Unido          |
| Las aventuras de Simbad                                                                    | Captain Sindbad                                                      | Byron Haskin                                            | EE. UU., RFA         |
| Ciudadano Kane                                                                             | Citizen Kane                                                         | Orson Welles                                            | EE. UU.              |
| Encuentros en la tercera fase                                                              | Close Encounters of the Third Kind                                   | Steven Spielberg                                        | EE. UU.              |
| Darby O'Gill y el rey de los duendes                                                       | Darby O'Gill and the Little People                                   | Robert Stevenson                                        | EE. UU.              |
| Das Boot                                                                                   | Das Boot                                                             | Wolfgang Petersen                                       | RFA                  |
| Con destino a la Luna                                                                      | Destination Moon                                                     | Irving Pichel                                           | EE. UU.              |
| Muñecos infernales                                                                         | The Devil-Doll                                                       | Tod Browning                                            | EE. UU.              |
| Star Wars: Episodio V - El Imperio contraataca                                             | The Empire Strikes Back                                              | Irvin Kershner                                          | EE. UU.              |
| El fin del mundo                                                                           | La fin du monde                                                      | Abel Gance                                              | Francia              |
| Cabeza borradora                                                                           | Eraserhead                                                           | David Lynch                                             | EE. UU.              |
| El exorcista                                                                               | The Exorcist                                                         | William Friedkin                                        | EE. UU.              |
| El barón fantástico                                                                        | Baron Prášil                                                         | Karel Zeman                                             | Checoslovaquia       |
| Planeta prohibido                                                                          | Forbidden Planet                                                     | Fred McLeod Wilcox                                      | EE. UU.              |
| Georges Méliès – cortos entre 1896 y 1912                                                  | Georges Méliès – cortos entre 1896 y 1912                            | Georges Méliès                                          | Francia              |
| Godzilla                                                                                   | ゴジラ                                                               | Ishirō Honda                                            | Japón                |
| Zolotoy Klyuchik                                                                           | Zolotoy Klyuchik                                                     | Aleksandr Ptushko                                       | URSS                 |
| Hardware Wars                                                                              | Hardware Wars                                                        | Ernie Fosselius                                         | EE. UU.              |
| La mansión encantada                                                                       | The Haunting                                                         | Robert Wise                                             | Reino Unido          |
| Corazón de piedra                                                                          | Das kalte Herz                                                       | Paul Verhoeven                                          | RDA                  |
| El castillo embrujado                                                                      | Das Spukschloß im Spessart                                           | Kurt Hoffmann                                           | RFA                  |
| The Incredible Shrinking Man                                                               | The Incredible Shrinking Man                                         | Jack Arnold                                             | EE. UU.              |
| El increíble hombre menguante                                                              | The Incredible Shrinking Woman                                       | Joel Schumacher                                         | EE. UU.              |
| El hombre invisible                                                                        | The Invisible Man                                                    | James Whale                                             | EE. UU.              |
| El hombre invisible vuelve                                                                 | The Invisible Man Returns                                            | Joe May                                                 | EE. UU.              |
| La mujer invisible                                                                         | The Invisible Woman                                                  | Edward Sutherland                                       | EE. UU.              |
| El espía invisible                                                                         | Invisible Agent                                                      | Edwin L. Marin                                          | EE. UU.              |
| La isla de las almas perdidas                                                              | Island of Lost Souls                                                 | Erle C. Kenton                                          | EE. UU.              |
| El mundo está loco, loco, loco, loco                                                       | It's a Mad, Mad, Mad, Mad World                                      | Stanley Kramer                                          | EE. UU.              |
| Jasón y los argonautas                                                                     | Jason and the Argonauts                                              | Don Chaffey                                             | EE. UU., Reino Unido |
| Viaje a la prehistoria                                                                     | Cesta do praveku                                                     | Karel Zeman                                             | Checoslovaquia       |
| El mundo perdido                                                                           | The Lost World                                                       | Harry O. Hoyt                                           | EE. UU.              |
| Magic Seed                                                                                 | Волшебное зерно                                                      | Fyodor Filippov and Valentin Kadochnikov                | URSS                 |
| El hombre de la cámara                                                                     | Человек с киноаппаратом                                              | Dziga Vertov                                            | URSS                 |
| Marry Poppins                                                                              | Marry Poppins                                                        | Robert Stevenson                                        | EE. UU.              |
| Metropolis                                                                                 | Metropolis                                                           | Fritz Lang                                              | Alemania             |
| La isla misteriosa                                                                         | The Mysterious Island                                                | Lucien Hubbard, Maurice Tourneur y Benjamin Christensen | EE. UU.              |
| El nuevo Gulliver                                                                          | Новый Гулливер                                                       | Aleksandr Ptushko                                       | URSS                 |
| Operation Undersea                                                                         | Operation Undersea                                                   | Winston Hibler y Hamilton Luske                         | EE. UU.              |
| Orfeo                                                                                      | Orphée                                                               | Jean Cocteau                                            | Francia              |
| Poltergeist                                                                                | Poltergeist                                                          | Tobe Hooper                                             | EE. UU.              |
| San Francisco                                                                              | San Francisco                                                        | W. S. Van Dyke                                          | EE. UU.              |
| Serials: Flying heroes and smoking spaceships (incluye Flash Gordon Conquers the Universe) | Serials: Fliegende Helden und qualmende Raumschiffe                  | Ford Beebe, Ray Taylor entre otros                      | EE. UU.              |
| Naves misteriosas                                                                          | Silent Running                                                       | Douglas Trumbull                                        | EE. UU.              |
| El hijo de Kong                                                                            | The Son of Kong                                                      | Ernest B. Schoedsack                                    | EE. UU.              |
| Raumpatrouille – Die phantastischen Abenteuer des Raumschiffes Orion                       | Raumpatrouille – Die phantastischen Abenteuer des Raumschiffes Orion | Theo Mezger                                             | RFA                  |
| Star Wars: Episodio IV - Una nueva esperanza                                               | Star Wars                                                            | George Lucas                                            | EE. UU., Reino Unido |
| El estudiante de Praga                                                                     | Der Student von Prag                                                 | Stellan Rye                                             | Alemania             |
| Sylvie et le fantôme                                                                       | Sylvie et le fantôme                                                 | Claude Autant-Lara                                      | Francia              |
| Synthetischer Film                                                                         | Synthetischer Film                                                   | Helmut Herbst                                           | RFA                  |
| El testamento de Orfeo                                                                     | Le testament d'Orphée                                                | Jean Cocteau                                            | Francia              |
| La vida futura                                                                             | Things to Come                                                       | William Cameron Menzies                                 | Reino Unido          |
| Regreso a la Tierra                                                                        | This Island Earth                                                    | Joseph Newman y Jack Arnold                             | EE. UU.              |
| Tommy                                                                                      | Tommy                                                                | Ken Russell                                             | Reino Unido          |
| La mujer fantasma                                                                          | Topper Returns                                                       | Roy Del Ruth                                            | EE. UU.              |
| Universe                                                                                   | Universe                                                             | Colin Low y Roman Kroitor                               | Canadá               |
| La guerra de los mundos                                                                    | The War Of The Worlds                                                | Byron Haskin                                            | EE. UU.              |
| El mago de Oz                                                                              | The Wizard of Oz                                                     | Victor Fleming                                          | EE. UU.              |
| El maravilloso mundo de los hermanos Grimm                                                 | The Wonderful World of the Brothers Grimm                            | Henry Levin y George Pal                                | EE. UU.              |

## Palmarés
Los siguientes premios fueron entregados por el jurado profesional:
- Oso de Oroː 
  - Die Frau und der Fremde de Rainer Simon
  - Un pasado en sombras de David Hare
- Oso del Plata, Gran Premio del Jurado: Szirmok, virágok, koszorúk de László Lugossy
- Oso de Plata a la mejor dirección: Robert Benton por En un lugar del corazón
- Oso de Plata a la mejor interpretación femenina: Jo Kennedy por Wrong World
- Oso de Plata a la mejor interpretación masculina: Fernando Fernán Gómez por Stico
- Oso de Plata por un logro único sobresaliente:  Tolomush Okeyev por The Descendant of Snow Leopard
- Oso de Plata por su contribución artísioca: Ronja
- Mención especial: 
  - Damiano Damiani por Pizza Connection
  - Los niños
  - Tarık Akan por Pehlivan

### Premios independientes
- Premio FIPRESCI: Tōkyō saiban de Masaki Kobayashi